# Nintendo Platform Technology Development
La divisió de desenvolupament de la tecnologia de la plataforma de Nintendo va ser creat el 16 de setembre de 2015, com a part d'una reestructuració organitzativa de tota la companyia que va tenir lloc durant el govern de llavors acabat de nomenar de Nintendo, Tatsumi Kimishima. La divisió va ser creada després de la fusió de les dues divisions de Nintendo, el Projecte Integrat de Recerca i Desenvolupament (IRD), que es va especialitzar en el desenvolupament de maquinari i Desenvolupament de Sistemes (SDD), que es va especialitzar desenvolupament del sistema operatiu i del seu entorn de desenvolupament i serveis de xarxa.
La nova divisió suposa tant dels rols dels seus predecessors. Ko Shiota, exdirector general adjunt de la divisió de l'IRD, serveix com el director general, mentre que Takeshi Shimada, exdirector general adjunt del Departament de Desenvolupament de Software per al Medi Ambient de la divisió SDD, compleix la mateixa funció.